# Milieubeleid
Milieubeleid is overheidsbeleid gericht op het tegengaan en voorkomen van aantasting van het leefmilieu. In de jaren 60 van de 20e eeuw nam de belangstelling voor milieuverontreiniging toe met een sterker milieubewustzijn bij burgers en overheden als gevolg. Omstreeks 1970 is  in veel landen,  onder andere Nederland, voor het eerst serieus milieubeleid geformuleerd.

## Milieu, milieubeleid, doelen en uitvoering
Omdat de milieuproblematiek verschillende aspecten heeft omvat het milieubeleid verschillende beleidsterreinen en houft het zich bezig met verschillende van deze aspecten. Het milieubeleid richt zch in ieder geval op de klassieke hoofdpijlers van milieubescherming, luchtvervuiling, watervervuiling, bodemverontreiniging, beheer van natuurlijke hulpbronnen zoals fossiele brandstoffen en bescherming van natuur, biodiversiteit en landschap en daarnaast op de meer recente kwesties, zoals de opwarming van de aarde, genetische manipulatie, geluidshinder, radioactieve straling en duurzaamheid. Zowel de milieuproblematiek als het milieubeleid zijn dynamisch. In de loop van de tijd zijn prioriteiten en probleemdefinities, doelen, strategieën  en maatregelen  meermaals veranderd.

### Doelstellingen
De hoofddoelstellingen van milieubeleid zijn:
- Het opruimen van vervuiling en het tegengaan van verdere vervuiling van water, lucht en bodem, binnen en buiten de woonomgeving, inclusief straling en geleid.
- Het voorkomen van een overmatig gebruik van natuurlijke hulpbronnen, inclusief energie.
- Het voorkomen van een sterke aantasting van natuur en landschap, inclusief biodiversiteit.
- Het beperken van de verdere opwarming van de aarde door middel van klimaatbeleid.

Sinds het einde van de jaren 1980 is de tweede doelstelling veelal vertaald in het streven naar duurzame ontwikkeling, dat wil zeggen het streven om niet meer hulpbronnen te verbruiken dan er door natuurlijke aanwas bij komen. Hierdoor zijn ook latere generaties verzekerd van hulpbronnen. Het begrip duurzaamheid behoeft nadere concretisering in maximaal aanvaardbare maten van verontreiniging, aantasting en uitputting, en daarvandaan weer in concrete milieukwaliteitseisen, grenswaarden, streefwaarden, enzovoorts. 
Hoewel het streven naar duurzaamheid vrij duidelijk bepaalt wat de doelen van milieubeleid zouden behoren te zijn, wordt er in de praktijk onderhandeld tussen partijen en landen over milieudoelen, omdat vele maatschappelijke partijen (actoren) het met elkaar eens moeten worden voordat het milieubeleid kan worden uitgevoerd.

### Typen maatregelen
Aan het bereiken van deze doelen kan door technische maatregelen een bijdrage worden geleverd, maar dit is maar een deel van de oplossing. Daarnaast zijn ook verdergaande maatregelen nodig. Te nemen maatregelen kunnen als volgt worden ingedeeld:
- Emissiegerichte maatregelen. Gericht op de beperking van de uitstoot van vervuilende stoffen.
- Volumegerichte maatregelen. Waarbij de hoeveelheid producten of het gebruik ervan worden gereguleerd.
- Structuurgerichte maatregelen. Waarbij de aard van productie- en consumptieprocessen wordt gewijzigd.

Alle belangrijke groepen actoren, zoals burgers, bedrijfsleven en overheid, hebben een belangrijke rol in de milieuproblematiek. Elk van deze groepen zal dan ook een bijdrage moeten leveren aan de oplossing. In de praktijk is het moeilijk om het handelen van de verschillende groepen op elkaar af te stemmen, omdat er botsende belangen in het spel zijn. Omdat de milieuproblematiek internationaal van aard is, zullen verschillende landen het met elkaar eens moeten worden. Ook dit is niet eenvoudig door uiteenlopende belangen.

### Typen instrumenten
Binnen het milieubeleid worden de volgende instrumenten gehanteerd:
- Directe regulering, gebaseerd op dwang.
- Indirecte, marktconforme regulering, gebaseerd op het ruilprincipe.
- Communicatieve instrumenten, gebaseerd op overreding.

In de loop der tijd zijn er verschuivingen opgetreden in het instrumentarium van het milieubeleid. Waar de nadruk oorspronkelijk lag op regulering door middel van wetten en milieuvergunningen, wordt er, onder meer in Nederland,  momenteel meer gebruikgemaakt van marktconforme en communicatieve instrumenten. Marktconforme instrumenten zijn bijvoorbeeld milieuheffingen, subsidie en verhandelbare emissierechten (emissiehandel). Dit maakt het mogelijk om de vervuiler te laten betalen. In dit verband spreekt men ook wel van een 'vergroening van het belastingstelsel'. 
Door het gebruik van communicatieve instrumenten hoopt de overheid het maatschappelijk draagvlak voor milieumaatregelen te vergroten, en te komen tot een verinnerlijking bij de burger van milieuvriendelijke waarden en normen.
Het milieubeleid maakt ook gebruik van planning. Ook provincies en gemeenten kunnen eigen milieubeleidsplannen maken.

### Uitvoering en handhaving
Het milieubeleid is een schoolvoorbeeld van een beleidsterrein dat met uitvoeringsproblemen te kampen heeft. Beoogde doelstellingen worden veelal niet behaald. Enkele van de oorzaken hiervoor:
- Weerstand bij degenen tot wie het beleid zich richt.
- Gebrekkige handhavings- en sanctioneringmechanismen.

## Nederland
Na diverse sectorale plannen uit de jaren 1970 vormde vanaf 1990 het Nationale Milieubeleidsplan (NMP) in Nederland lange tijd het integrerende en ambitieuze  kader. Toch bleek het milieubeleid in Nederland de daaropvolgende decennia minder doeltreffend en doelmatig dan was gehoopt. De zichtbare milieuverontreiniging is in die tijd in Nederland wel verminderd, maar de druk op het milieu (milieudruk) is nog steeds veel te hoog. Er is slechts een eerste stap op weg naar duurzaamheid gezet.
In de 21e eeuw bleek het Nederlandse overheidsbeleid nog steeds te kort te schieten, wat meermaals werd bekrachtigd in rechtszaken.
Op basis van internationaal aanvaarde milieuprincipes formuleerde de rijksoverheid in 2020 vier bouwstenen voor verbetering van het beleid:
- meer nadruk op het voorkomen van milieuproblemen, onder meer als gevolg van vervuiling en uitputting
- het zo veel mogelijk beheersen van de problemen door afwenteling op toekomstige generaties of mensen buiten Nederland tegen te gaan
- meer aandacht voor het verbeteren van milieukwaliteit
- meer aandacht voor samenwerking tussen, het verbinden van, partijen zoals lagere overheden, bedrijven, kennisinstellingen, NGO's en burgers.

De overheid vatte  dit alles samen als de ambitie om meer aandacht te schenken aan het voorkomen dan aan het genezen van milieuproblemen.

## België
Het EU-milieurapport 2022 waardeerde het Brlgische afvalbeleid, maar vroeg meer aandacht voor de water- en de luchtkwaliteit, en zeker voor natuur en biodiversiteit, die een onvoldoende scoren.
Het Vierde federaal milieurapport 2019-2023 analyseert de effectiviteit van het milieubeleid in de periode 2019-2023 inzake klimaat en ozon, biodiversiteit, duurzame productie- en consumptiepatronen, mobiliteit en vervoer, energie en kernenergie, en milieu en gezondheid. De meeste indicatoren laten zien dat de toestand van het milieu achteruit blijft gaan, vooral op het vlak van klimaat en biodiversiteit. Hoewel er maatregelen zijn genomen, is de uitvoering ervan vaak onvolledig of vertraagd.

## Internationaal milieubeleid
Omdat milieuproblemen veelal internationaal van aard zijn, vereist de oplossing ook een internationale aanpak. Op het niveau van  de Verenigde Naties zijn verschillende verdragen van kracht, zoals voor klimaat en biodiversiteit.

### Europese Unie
Ook de Europese Unie heeft een milieubeleid heeft ontwikkeld. De EU werkt hierbij met milieurichtlijnen en -verordeningen, zoals vormen van emissiehandel. 
Met de Environmental Implementation Review (EIR) publiceerde de Europese Commissie voor elke lidstaat sedert 2017 een tweejaarlijks milieurapport, bedoeld om de uitvoering van de milieuwetgeving en het milieubeleid van de EU te beoordelen, en de nationale beleidsmakers te helpen bij het stellen van prioriteiten.
Op 29 januari 2025 kondigde de Europese Commissie een reeks maatregelen aan “om het Europees concurrentievermogen te versterken”, tot ongerustheid vanwege het eventuele terugdraaien van bestaande klimaat- en milieuregulering.